# Verbascum eriophorum
Verbascum eriophorum är en flenörtsväxtart som beskrevs av Godron. Verbascum eriophorum ingår i släktet kungsljus, och familjen flenörtsväxter. Inga underarter finns listade i Catalogue of Life.